# Mława Miasto Wąskotorowa
Mława Miasto Wąskotorowa – zlikwidowany wąskotorowy przystanek osobowy w Mławie, w województwie mazowieckim, w Polsce. Używana do ruchu osobowego i towarowego. Obecnie po przystanku nic nie pozostało. Przystanek znajdował się przy drodze krajowej nr 7 i obecnej ulicy Windyckiej.